# Кения (планина)
Кения (на английски: Mount Kenya) е вулканичен масив в Източна Африка, в Кения, на 0°10′ ю.ш., на 150 km северно-североизточно от Найроби. Това е втората по височина планина в Африка след Килиманджаро. Най-високите върхове са Батиан (5199 m), Нелион (5188 m) и Пойнт-Ленана (4985 m).
Планината е стратовулкан, възникнал приблизително 3 милиона години след възникването на Източно-африканския разлом. В течение на хиляди години планината е била покрита с ледена шапка, в резултат на което върховете са подложени на голяма ерозия и има множество долини с общ център. В днешно време на планината има 11 ледника (най-големият е с дължина 1,5 km) и тя е важен източник на питейна вода за голяма част от Кения.
Масивът се издига във вид на пресечен конус над лавовите плата на изток от Африканската разломна зона. Склоновете от подножието на планината до височина 1200 m са заети от влажни екваториални гори. Нагоре (до 2000 m) е поясът на умерено топлия климат и тук са разположени множество плантации за кафе, сизал и банани. Районите до 3000 m са заети от влажни планински гори, до 4800 m – от екваториални високопланински пасища, а най-горе – вечни снегове и ледници.